# Twenty-Five Miles
"Twenty-Five Miles" là ca khúc do Johnny Bristol, Harvey Fuqua, và Edwin Starr sáng tác cho album thứ hai của Starr, 25 Miles (1970). Ca khúc đạt vị thứ #6 trên bảng xếp hạng đĩa đơn ở Hoa Kỳ, và #36 tại Vương quốc Anh. Jackson 5 cover "Twenty-Five Miles" năm 1970, nhưng không phát hành cho đến khi album tổng hợp album The Original Soul of Michael Jackson dưới nhãn Motown năm 1987, với màn biểu diễn đơn của Michael Jackson. Phiên bản của Jackson phát hành dưới dạng đĩa đơn tại Hoa Kỳ để quảng bá The Original Soul of Michael Jackson. Phiên bản của Edwin Starr xuất hiện trong phim Adventures In Babysitting và Dead Presidents.